# Gurkovo, Dobrici
Gurkovo (în bulgară Гурково, în română Rasoviceni) este un sat în comuna Balcik, regiunea Dobrici, Dobrogea de Sud, Bulgaria. 
Între anii 1913-1940 a făcut parte din plasa Balcic a județului Caliacra, România. Lângă localitate a mai existat o așezare (azi dispărută) numită Aiorman în timpul administrației românești și Polyana în bulgară.

## Demografie
Componența etnică a satului Gurkovo
     Romi (10,69%)
     Bulgari (65,61%)
     Nicio identificare (22,85%)
     Altele (0,83%)
La recensământul din 2011, populația satului Gurkovo era de 477 locuitori. Din punct de vedere etnic, majoritatea locuitorilor (65,61%) erau bulgari, cu o minoritate de romi (10,69%). Pentru 22,85% din locuitori nu este cunoscută apartenența etnică.